# Patrick Graichen

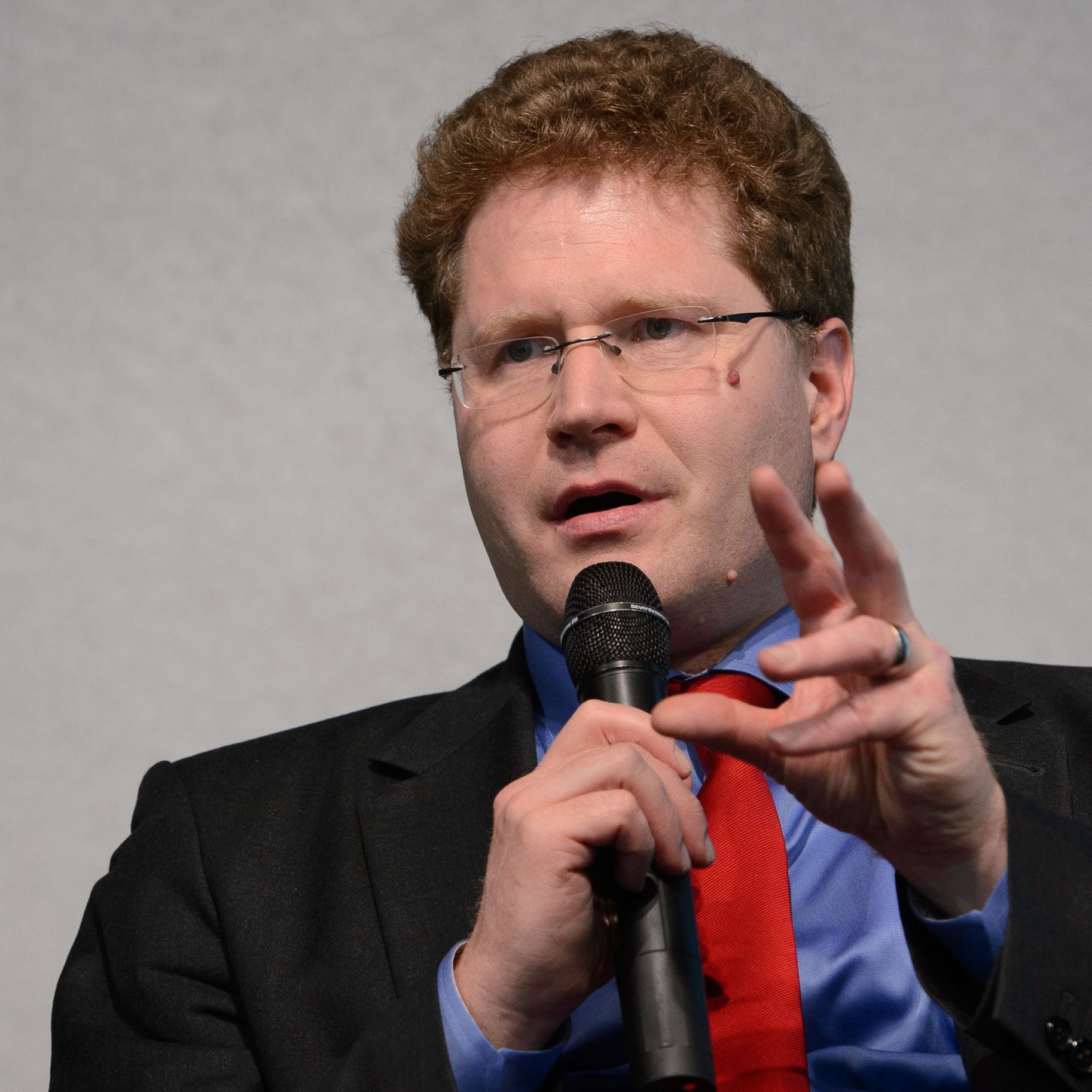
Patrick Graichen, 2014

Patrick Graichen (* 11. März 1972 in Bonn) ist ein deutscher ehemaliger politischer Beamter (Bündnis 90/Die Grünen) und Lobbyist. Er war von Dezember 2021 bis Mai 2023 beamteter Staatssekretär im Bundesministerium für Wirtschaft und Klimaschutz. Er verlor sein Amt nach Vorwürfen der Vetternwirtschaft im Zuge der Trauzeugenaffäre und wurde in den einstweiligen Ruhestand versetzt. Von 2014 bis 2021 war er Direktor der Denkfabrik und Lobbyorganisation Agora Energiewende, seit 2024 ist er Mitglied des Aufsichtsrats von Ukrenerho.

## Leben
Sein Vater Rainer Graichen war Vorsitzender des Verkehrsclubs Deutschland und Geschäftsführer der DB Regionalbahn Rheinland, seine Mutter Gudrun Graichen-Drück war Leiterin des Westafrika-Referats im Bundesministerium für wirtschaftliche Zusammenarbeit und Entwicklung.
Graichen studierte von 1993 bis 1996 an der Ruprecht-Karls-Universität Heidelberg sowie an der University of Cambridge Politikwissenschaft und Volkswirtschaftslehre. Das Studium in Cambridge schloss er mit dem M.Phil. ab. 1996 trat er in die Partei Bündnis 90/Die Grünen ein. Von 1996 bis 2001 war er wissenschaftlicher Mitarbeiter am Interdisziplinären Institut für Umweltökonomie der Universität Heidelberg und promovierte dort 2002 mit der Arbeit Die politische Ökonomie kommunaler Energiepolitik (Gutachter: Till Requate und Franz Urban Pappi). Sie wurde 2003 unter dem Titel Kommunale Energiepolitik und die Umweltbewegung – Eine Public-Choice-Analyse der „Stromrebellen“ von Schönau veröffentlicht. Bereits während seines Studiums befasste sich Graichen mit Fragen der Energiewende.
Graichen war von 2001 bis 2012 im Bundesumweltministerium tätig, zunächst als Referent für internationalen Klimaschutz (2001 bis 2006), später als persönlicher Referent des Staatssekretärs und schließlich als Referatsleiter für Klima- und Energiepolitik (2007 bis 2012). In dieser Zeit verhandelte er federführend die Ausgestaltung der ökonomischen Instrumente des Kyoto-Protokolls, das Integrierte Energie- und Klimaprogramm der Bundesregierung (2007), das EU-Klima- und Energiepaket (2008) sowie die Gesetzgebungsverfahren im Bereich des Energiewirtschaftsrechts. Im Jahr 2012 war er einer der Gründer der Denkfabrik Agora Energiewende und stand von 2014 bis 2021 als Exekutivdirektor und Geschäftsführer an deren Spitze.
Am 15. Dezember 2021 wurde er unter Bundesminister Robert Habeck zum Staatssekretär im Bundesministerium für Wirtschaft und Klimaschutz ernannt. Dort war er bis zu seiner Versetzung in den einstweiligen Ruhestand 2023 insbesondere zuständig für Energie- und Klimafragen. Seit November 2024 ist er Mitglied des Aufsichtsrats von Ukrenerho.
Graichen ist mit der Lehrerin Ulrike Graichen verheiratet und hat vier Kinder.

## Positionen zur Energiewende
Auf der Jahrestagung der Stadtwerke im Mai 2022 forderte er, mit den Planungen für den Rückbau des Erdgas-Netzes zu beginnen. Die Forderung der Energieversorger auf Umrüstung der Netze und der Heizungen auf Wasserstoff bezeichnete er als „Träumereien“. Graichen gilt als treibende Kraft für den Gesetzesentwurf von 2023, im Wärmesektor den weiteren Einbau von Öl- und Gasheizungen zu verbieten und zukünftig vor allem auf die Wärmepumpe zu setzen. Die Ampelkoalition einigte sich auf einen Vorschlag, der vorsieht, dass ab 2024 nur noch Heizungen eingebaut werden dürfen, die zu 65 Prozent mit erneuerbaren Energien betrieben werden, die genaue Ausgestaltung ist jedoch noch offen. Vor diesem Hintergrund sprach sich Graichen gegen mit Wasserstoff betriebene Gasheizungen aus. Diese seien „sicherlich nur in Einzelfällen die Lösung“, und zwar „schlicht und einfach, weil Wasserstoff knapp und fürs Heizen sehr teuer sein wird“.
Laut einer Recherche des Magazins Cicero vom April 2024 soll Graichen als Staatssekretär im Wirtschaftsministerium im Jahr 2022 Bedenken gegen einen fristgerechten Atomausstieg unterdrückt haben. Das Magazin bezieht sich in seiner Berichterstattung auf internen Schriftverkehr aus dem Wirtschaftsministerium und dem Umweltministerium, nachdem ein Cicero-Journalist erfolgreich auf die Herausgabe der bis dahin vom Wirtschaftsministerium unter Verschluss gehaltenen Unterlagen geklagt hatte. Die Dokumente legen laut Cicero den Verdacht nahe, dass Deutschlands endgültiger Ausstieg aus der Atomkraft weniger auf den Einschätzungen von Fachleuten beruhte, sondern eher auf ideologischen Motiven. Dabei seien andersdenkende Fachleute bewusst ausgebremst worden. Graichen war demnach der Mitarbeiter auf Leitungsebene, den die Expertenberichte über die Möglichkeit einer Laufzeitverlängerung noch erreichten. An Habeck weitergegeben wurden sie nach den Recherchen offenbar nicht.

## Trauzeugenaffäre
Eine Spiegel-Kolumne von Alexander Neubacher über Graichen löste im April 2023 die sogenannte Trauzeugenaffäre aus, die im Mai zur Versetzung Graichens in den einstweiligen Ruhestand führte.
Graichen hatte mit zwei anderen Mitgliedern einer Findungskommission dafür votiert, dem Aufsichtsrat der Deutschen Energie-Agentur (dena) seinen Freund aus der Schulzeit, Michael Schäfer, der zudem sein Trauzeuge ist, als Kandidaten für die Chefposition vorzuschlagen. Seine Befangenheit hatte Graichen während des Auswahlverfahrens verschwiegen und nach Angaben des Ministeriums erst Tage später seinem Minister Robert Habeck offengelegt. Graichen bedauerte die verspätete Meldung, nicht jedoch die Tatsache, dass er trotz des – ihm bekannten – Interessenkonflikts an Auswahlverfahren teilnahm. Die Wahl des noch nicht im Amt befindlichen Unternehmenschefs soll überprüft und wiederholt werden. Bei einer gemeinsamen, nichtöffentlichen Sitzung des Wirtschaftsausschusses und des Ausschusses für Klimaschutz und Energie am 10. Mai 2023 gab Graichen auf Anfrage weiterhin zu Protokoll, dass er selbst seinen Freund Michael Schäfer der Personalagentur vorgeschlagen hatte, die die Kandidatenliste für die künftige Führung der Deutschen Energie-Agentur für die Findungskommission zusammengestellt hatte.
Im Zuge dieser Affäre wurden Graichen weitere Vorwürfe wegen der Position seiner Geschwister gemacht. Verena Graichen und Jakob Graichen sind beide am Öko-Institut beschäftigt, das sich u. a. auch über Aufträge unterschiedlicher Ministerien und Behörden finanziert. Verena Graichen ist mit Michael Kellner, dem ehemaligen Bundesgeschäftsführer der Grünen und späteren Parlamentarischen Staatssekretär im Bundesministerium für Wirtschaft und Klimaschutz, verheiratet. Die Berufung Kellners erfolgte kurz vor Graichens Ernennung zum beamteten Staatssekretär unter Robert Habeck. Nach Angaben einer Sprecherin legte das Ministerium Graichens und Kellners verwandtschaftliche Beziehungen bereits vor deren Dienstantritten im Dezember 2021 offen.
Minister Habeck verkündete nach seiner Befragung in einer gemeinsamen Sitzung der Ausschüsse für Wirtschaft sowie Klimaschutz und Energie am 10. Mai 2023, dass er Graichen nicht entlassen werde. Am 17. Mai 2023 erklärte Bundesminister Habeck unter Verweis auf neue Ungereimtheiten und konkret einen Verstoß gegen Compliance-Regeln des Ministeriums, den Bundespräsidenten zu bitten, Graichen in den einstweiligen Ruhestand zu versetzen. Graichen soll am 30. November 2022 laut Habeck drei Projektskizzen für die nationale Klimaschutzinitiative gebilligt und damit als (finanziell) förderwürdig eingestuft haben; ein Projekt kam vom Berliner Landesverband des BUND, bei dem seine Schwester Verena Graichen Vorstandsmitglied ist und bis November 2021 Landesvorsitzende war. Das sei „der eine Fehler zu viel“, so Habeck. Graichen bekommt bis zur Pensionierung oder einer Neuberufung ins Beamtenverhältnis ein Ruhegehalt.

## Plagiatsvorwürfe
Im Mai 2023 berichtete Bild am Sonntag, der Plagiatsexperte Jochen Zenthöfer habe für sie Graichens Dissertation untersucht. Demnach habe Graichen in seiner Doktorarbeit an mindestens 30 Stellen die Pflicht zur Quellenangabe missachtet und Erkenntnisse des Umweltsoziologen Karl-Werner Brand plagiiert. Graichen bat daraufhin die Ruprecht-Karls-Universität Heidelberg, seine Dissertation auf Verstöße gegen die Zitierregeln zu überprüfen. Ende Mai 2023 machte der österreichische „Plagiatsjäger“ Stefan Weber bekannt, dass Graichen bereits in zwei Arbeiten, die er an der University of Cambridge verfasst hatte, systematisch abgeschrieben habe. Die Universität Heidelberg sprach nach einer Prüfung der Arbeit eine Rüge aus, konnte aber „[a]ngesichts der geringen Zahl und des nicht systematischen Charakters der Plagiate“ keine vorsätzliche Täuschung erkennen und entschied sich daher, Graichen den Doktortitel nicht zu entziehen. Er wurde aber dazu aufgefordert, die vorliegende Rüge allen öffentlich zugänglichen Exemplaren seiner Dissertation beizufügen und dies nachzuweisen.

## Auszeichnungen
Im Jahr 2018 wurde Graichen von der Zeitung Energie & Management als Energiemanager des Jahres ausgezeichnet.

## Publikationen
- How to win the political contest. A monopolist vs. environmentalists (= Discussion paper series. Nummer 282). Universität Heidelberg, Heidelberg 1999, DNB 956567835.
- mit Bouwe R. Dijkstra: Showdown in Schönau. A contest case study (= Discussion paper series. Nummer 328). Universität Heidelberg, Heidelberg 2000, DNB 961299312.
- mit Till Requate und Bouwe R. Dijkstra: How to win the political contest. A monopolist vs. environmentalists. In: Public Choice. Band 108, Nummer 3/4, 2001, S. 273–293, JSTOR:30026366.
- Kommunale Energiepolitik und die Umweltbewegung. Eine Public-Choice-Analyse der „Stromrebellen“ von Schönau. Campus-Verlag, Frankfurt am Main 2003, ISBN 3-593-37352-1.
- mit Till Requate: Der steinige Weg von der Theorie in die Praxis des Emissionshandels. Die EU-Richtlinie zum CO2-Emissionshandel und ihre nationale Umsetzung (= Economics working paper. Nummer 2003,08). Christian-Albrechts-Universität zu Kiel, Department of Economics, Kiel 2003, DNB 970678282 (PDF).
- Klimaschutz und Wachstum. Deutschlands Aufbruch ins Zeitalter der erneuerbaren Energien. Bundesministerium für Umwelt, Naturschutz und Reaktorsicherheit, Referat Öffentlichkeitsarbeit, Berlin 2011, DNB 1017287406 (PDF).
- mit Barbara Praetorius: Die Energiewende als Leitbild einer nachhaltigen Industriepolitik der Zukunft. In: Wolfgang Lemb (Hrsg.): Welche Industrie wollen wir? Nachhaltig produzieren – zukunftsorientiert wachsen. Campus-Verlag, Frankfurt am Main 2015, ISBN 978-3-593-50473-5, S. 173 ff.
- mit Matthias Buck und Andreas Graf: European energy transition 2030: the big picture. Ten priorities for the next European Commission to meet the EU’s 2030 targets and accelerate towards 2050. Agora Energiewende, Berlin 2019, DNB 1212615042 (PDF).